# Androni Giocattoli-Sidermec/Saison 2021
Diese Liste beschreibt die Fahrer und die Siege des Radsportteams Androni Giocattoli-Sidermec in der Saison 2021.

## Siege
| Siege    | Siege                                                | Siege      | Siege  | Siege              | Siege |
| Datum    | Rennen                                               | Staat      | Klasse | Sieger             |       |
| -------- | ---------------------------------------------------- | ---------- | ------ | ------------------ | ----- |
| 17. Jan. | Vuelta al Táchira, 1. Etappe                         | Venezuela  | 2.2    | Matteo Malucelli   |       |
| 24. Jan. | Vuelta al Táchira, 8. Etappe                         | Venezuela  | 2.2    | Simon Pellaud      |       |
| 8. Mai   | Tour du Rwanda, 7. Etappe                            | Ruanda     | 2.1    | Jhonatan Restrepo  |       |
| 20. Jun. | Ukraine National Road Cycling Championships - Men RR | Ukraine    | CN     | Andrij Ponomar     |       |
| 23. Jul. | Tour Alsace, 3. Etappe                               | Frankreich | 2.2    | Santiago Umba      |       |
| 5. Aug.  | Tour de Savoie Mont-Blanc, 1. Etappe                 | Frankreich | 2.2    | Santiago Umba      |       |
| 6. Aug.  | Tour de Savoie Mont-Blanc, 2. Etappe                 | Frankreich | 2.2    | Alexander Cepeda   |       |
| 8. Aug.  | Tour de Savoie Mont-Blanc, Gesamtwertung             | Frankreich | 2.2    | Alexander Cepeda   |       |
| 31. Aug. | Rumänien-Rundfahrt, Prolog                           | Rumänien   | 2.2    | János Pelikán      |       |
| 2. Sep.  | Rumänien-Rundfahrt, 2. Etappe                        | Rumänien   | 2.2    | Daniel Muñoz       |       |
| 24. Sep. | Tour de Bretagne Cycliste, 5. Etappe                 | Frankreich | 2.2    | Leonardo Marchiori |       |

## Mannschaft
| Teamkader 2021                    | Teamkader 2021    | Teamkader 2021 | Teamkader 2021                          |
| Name                              | Geburtsdatum      | Land           | Vorheriges Team                         |
| --------------------------------- | ----------------- | -------------- | --------------------------------------- |
| Mattia Bais                       | 19. Oktober 1996  | Italien        | Cycling Team Friuli (2019)              |
| Alessandro Bisolti                | 7. März 1985      | Italien        | Nippo-Vini Fantini (2017)               |
| Alexander Cepeda                  | 16. Juni 1998     | Ecuador        | Coraje Carchense (2019)                 |
| Luca Chirico                      | 16. Juli 1992     | Italien        | Torku Şekerspor (2017)                  |
| Žiga Jerman                       | 26. Juni 1998     | Slowenien      | Équipe continentale Groupama-FDJ (2020) |
| Matteo Malucelli                  | 20. Oktober 1993  | Italien        | Caja Rural-Seguros RGA (2020)           |
| Leonardo Marchiori                | 13. Juni 1998     | Italien        | NTT Continental Cycling Team (2020)     |
| Daniel Muñoz                      | 21. November 1996 | Kolumbien      | EPM (2018)                              |
| János Pelikán                     | 19. April 1995    | Ungarn         | Pannon (2019)                           |
| Simon Pellaud                     | 6. November 1992  | Schweiz        | IAM Excelsior (2019)                    |
| Simone Ravanelli                  | 4. Juli 1995      | Italien        | Biesse Carrera (2019)                   |
| Jhonatan Restrepo                 | 28. November 1994 | Kolumbien      | Manzana Postobón (2019)                 |
| Josip Rumac                       | 26. Oktober 1994  | Kroatien       | Adria Mobil (2018)                      |
| Eduardo Sepúlveda                 | 13. Juni 1991     | Argentinien    | Movistar Team (2020)                    |
| Filippo Tagliani                  | 14. August 1995   | Italien        | Zalf Euromobil Désirée Fior (2020)      |
| Natnael Tesfatsion                | 23. Mai 1999      | Eritrea        | NTT Continental Cycling Team (2020)     |
| Santiago Umba                     | 20. November 2002 | Kolumbien      |                                         |
| Nicola Venchiarutti               | 7. Oktober 1998   | Italien        | Cycling Team Friuli (2019)              |
| Mattia Viel                       | 22. April 1995    | Italien        | Holdsworth Pro Racing (2018)            |
| Martí Vigo del Arco               | 22. Dezember 1997 | Spanien        |                                         |
| Andrij Ponomar (7. Feb.–31. Dez.) | 5. September 2002 | Ukraine        | Team Franco Ballerini (2020)            |
|                                   |                   |                |                                         |
| Quelle: ProCyclingStats           |                   |                |                                         |